# E-Four
E-Fourは、トヨタ自動車がTHSをベースに開発したハイブリッド車用に最適化された電気式4WDシステム。
2023年9月現在では、ハイブリッドシステムを搭載する主力車のFFベースの四駆車に多く展開されている。

## 概要
フロントをエンジンとモーター、リアをモーターのみで駆動する。それぞれのモーターは独立しているため、エンジンの動力は前輪のみ伝わる構造になる。また、後輪の動力伝達にプロペラシャフトを使用しないため、ガソリン車の4WDに比べて小型化でき、車重の軽量化、車内空間の確保が図られる。
発進時はモーターが前後共に駆動した状態となり、トルク配分は80:20となる。巡航時はFFで走行する。
坂道やステアリングの舵角に応じて、最大40:60までトルク配分を変えて4WDで走行する。PHEVに搭載されるE-Fourは、発進時のトルク配分は50:50になる。70km/h以上になるとリアモーターを使用しなくなる。
電子制御が故に4WDにならない場面がどうしても出てくるため、場合によっては意図的に駆動方式の切り替えができるパートタイム4WDに劣ることもある。
過去はバッテリーが大型化してしまうことから、小型車への搭載は難しいとされていたが、技術の進歩により小型車にも搭載できるようになり、大きく普及した。

## E-Four Advance
2022年8月、16代目クラウンに初導入。E-Fourに比べ、リアモーターの最高出力は80.2PS、最大トルク169Nmを発生する高出力型で、その活用頻度も高い。トルクは100:0から20:80まで状況に応じて配分される。旋回時の内輪の前後設置荷重配分比を検知し、タイヤ横力などに応じてトルク配分を決定する。前後輪の負担を等しくし、高トルクのリアモーターを利用し、前輪は旋回、後輪は駆動に特化させるという考えのもと開発された。巡航時はFFだが、アクセルの開閉度など、加速意図に応じて即座に駆動力を配分するため、FFの使用機会は少ないと言える。また、バッテリーの残量に応じてエンジンの出力でフロントモーターを発電機として利用し、リアモーターに回す。E-Fourではあくまでも操縦安定性と燃費の両立を目指したが、こちらはより鋭いコーナリングといった走りの味に磨きをかけた。　

## 歴史

### 第1世代
- 2001年（平成13年）6月 - 2代目エスティマハイブリッドにて初採用。2.4Lアトキンソンサイクルエンジンと組み合わせた。
  - 当初のエンジンの動力はベルト式CVTを通じて伝えられていた。そのため、このシステムはTHS-Cと呼ばれる。エンジンはベルトで始動し、オルタネーターの役割をするジェネレーターを搭載する。
  - 通常走行時はエンジンのみ駆動するため、初代プリウスに比べエンジン中心のシステムであるが、10・15モード燃費は18.0km/Lとすこぶる優秀だった。しかし、リアモーターはあくまでも補助的な役割なので、出力は18kWと低出力だった[3]。
- 2003年（平成15年）7月 - 初代アルファードハイブリッドに採用。エスティマと同システムを持つ。

### 第2世代
- 2005年（平成17年）3月 - ハリアーハイブリッドおよびクルーガーハイブリッドに採用。
  - 3.3LV6エンジンを搭載しており、トヨタブランド史上初のV6エンジン+モーターの組み合わせとなる。このシステムはデュアルブーストハイブリッドの前身とも言える、走る楽しさを追求したシステムで、「ハイパワーTHS2」と名付けられた。
  - フロントモーターと発電機の高回転化、新技術の採用、高電圧化[注釈 2]などにより、ハイパワー型のハイブリッドとなった。モーターのトルクを増幅し、伝達効率を上げる新技術「リダクションギア」は、遊星歯車を利用して一体化されている。
  - 燃費性能も当時としてはかなり優秀で、10・15モード燃費は17.8km/Lを達成している[4]。

- 2006年（平成18年）6月 - 2代目エスティマに追加されたハイブリッドに採用。
  - エンジンは2AZ-FXEを引き継ぐものの、システムはモーター中心のTHS2を採用し、システム最高出力は190PSとなった。後に2代目アルファード・初代ヴェルファイアにも採用された。

### 第3世代
- 2015年（平成27年）1月 - 3代目アルファードハイブリッドに採用。エンジンを2AR-FXEに刷新した。

### 第4世代
- 2015年（平成27年）12月 - 4代目プリウスに採用。
  - これまでは展開車種が大型ミニバンなどに限定されていたが、技術の進歩でプリウスに搭載できるようになり、2019年にはフルモデルチェンジした12代目カローラにも搭載されるなど、展開車種増加の第一歩となった。

- 2018年（平成30年）2月 - 新型E-Fourを開発。後輪の全体トルクを従来比1.3倍に増加させ、かつ状態に応じて後輪に適切にトルク配分を行う新制御と、エンジン、トランスミッション、ブレーキ、4WDを統合して制御する「AWD Integrated Management（AIM）」の採用を発表[5]。
- 2020年（令和2年）2月 - ヤリスに採用。
  - バッテリーの小型化や、サスペンションの工夫で省スペース化。小型車への搭載の実現で採用の幅が広がり、これ以降は様々な車種への搭載が増えた。

### 第5世代
- 2022年（令和4年）1月 - THSの世代交代が行われ、第5世代のハイブリッドを搭載した4代目ノア、ヴォクシーが新発売。
  - 後輪のモーターは大幅改良され、従来搭載されていた誘導型モーターが30km/hまでしか機能しなかったのに対し、新採用のPMモーターは、従来比6倍の出力を得て、最高稼働速度150km/hを実現。これにより、コーナリングが苦手というE-Fourの弱点をカバーすることに成功し、四輪駆動に恥じない本格的な制御ができるようになった[6]。